# Gageleer (bierfirma)
Gageleer CVBA-SO is een Belgische bierfirma uit Oud-Turnhout.

## Het bedrijf
Het bedrijf Gageleer werd in 1997 opgericht als een coöperatieve vennootschap met beperkte aansprakelijkheid met de bedoeling fondsen te verzamelen voor de aankoop van natuurgebieden. Vijf leden van de toenmalige Turnhoutse natuurvereniging De Wielewaal brachten het nodige startkapitaal bijeen. In 2012 werd Gageleer omgevormd tot een coöperatieve vennootschap met sociaal oogmerk om er zeker van te zijn dat alle baten ten goede komen van de oorspronkelijke doelstelling.
Het bier dat zij op de markt wilden brengen was Gageleer. Gageleer ontstond in 1994 als ‘garagebier’ naar een idee van een bierliefhebber met een geschiedkundige opleiding. Die was zich beginnen afvragen hoe bier in de middeleeuwen zou gesmaakt hebben. Het speurwerk leidde naar gruit, een mengeling van kruiden waarmee men toen het bier op smaak bracht. Gagel was daarin het belangrijkste onderdeel.
Het eerste bier voor verkoop werd gebrouwen door de Proefbrouwerij en gebotteld op 23 november 1996. De brouwerij brouwt nog steeds het Gageleer-bier.
De huidige CVBA-SO Gageleer wordt gedragen door 6 vennoten die zich als vrijwilliger inzetten, zonder enig oogmerk van persoonlijk voordeel. De statuten van de CVBA-SO bepalen dat een vennoot die uittreedt enkel zijn inbreng terugkrijgt en geen recht heeft op enig winstaandeel. De winst is integraal bestemd voor de aankoop van natuurgebieden.

## Biobier
Gageleer werd in 2003 een erkend biologisch bier. Als biobier is Gageleer onderworpen aan de strenge eisen van  het biogarantie-keurmerk.
Biobieren worden gebrouwen met biologische ingrediënten. Gerstemout, hop en evt. kruiden dienen van erkende biologische herkomst te zijn. Dat is voor Gageleer niet anders.
Sinds 2012 wordt een gedeelte van het Gageleer-bier gebrouwen met gerstemout afkomstig van een biolandbouwbedrijf uit Poederlee in de Antwerpse Kempen. In 2013 oogstte ook een landbouwer uit Westerlo gerst voor Gageleer. Daardoor wil de Coöperatieve Vennootschap met Beperkte Aansprakelijkheid met Sociaal Oogmerk Gageleer bijdragen tot het verkleinen van de ecologische voetafdruk en het stimuleren van de lokale economie.

## De bieren
- Gageleer
- Bufo[1]